# Рогофф, Гарри
Рогофф Гарри (Рогов Гилел, англ. Rogoff Harry; 11 декабря 1882, Березино, Минская губерния — 30 ноября 1971, Нью-Йорк, Нью-Йорк) — американский писатель и публицист, журналист, активист социалистического движения. Писал на идише.

## Биография
Родился в семье Исаака Рогова и Сары Яхнович. В 1890 эмигрировал в США, учился в иешиве Ицхака-Эльханана, затем в 1906 окончил Сити-колледж. С 1906 писал на идише для газеты «Форвертс», в которой работал в 1908-21 редактором новостей и зам. главного редактора, с 1951 (после смерти А.Кагана) — главный редактор (до 1964) и ведущий публицист. Публиковался в известных периодических изданиях США на идише («Цукунфт», «Фрайе арбетер штиме», «Ди найе велт» и «Ди векер»). Известность ему принесла пятитомное издание «Ди гешихте фун ди фарейникте штатн» («История Соединенных Штатов», 1925-28).

### Произведения
- «Nine Yiddish Writers» (1915)
- «How America is Governed» (1918)
- «Biography of Meyer London» (1930)
- «Der Geist fun Forverts» (1954)